# Dialeurodes bicornicauda
Dialeurodes bicornicauda là một loài côn trùng cánh nửa trong họ Aleyrodidae, phân họ Aleyrodinae.
Dialeurodes bicornicauda được Martin miêu tả khoa học đầu tiên năm 1999.